# Barupės slėniai
Barupės slėniai este o arie protejată (sit de importanță comunitară — SCI) din Lituania întinsă pe o suprafață de 83,61 ha, integral pe uscat.

## Localizare
Centrul sitului Barupės slėniai este situat la coordonatele 55°12′41″N 23°59′46″E / 55.2114°N 23.9961°E.

## Înființare
Situl Barupės slėniai a fost declarat sit de importanță comunitară în martie 2009 pentru a proteja 1 specie de animale.

## Biodiversitate
Situată în ecoregiunea boreală, aria protejată conține 3 habitate naturale: Liziere de ierburi înalte hidrofile de câmpie și de nivel montan până la alpin, Fânețe de joasă altitudine (Alopecurus pratensis, Sanguisorba officinalis), Păduri caducifoliate bătrâne naturale hemiboreale fino-scandinave (Quercus, Tilia, Acer, Fraxinus sau Ulmus) bogate în specii epifite.
La baza desemnării sitului se află o specie protejată de  nevertebrate: Phengaris teleius.
Pe lângă speciile protejate, pe teritoriul sitului au mai fost identificate 1 specie de nevertebrate.